# Nuance Communications
Die Nuance Communications, Inc ist einer der führenden US-amerikanischen Anbieter von Sprachverarbeitungslösungen für Geschäfts- und Privatkunden weltweit. Bis 2019 war auch die Dokumentenmanagement-, Scan- und Bildverarbeitungssoftware ein wichtiges Standbein des Unternehmens. Der Umsatz im Geschäftsjahr 2015 lag bei ca. 2 Milliarden USD, an 35 Standorten und in 16 Landesgesellschaften wurden über 13.500 Mitarbeiter beschäftigt. Hauptsitz des Unternehmens ist Burlington, Massachusetts in den USA.

## Unternehmensgeschichte
Im März 1999 hat Visioneer von Xerox deren Ableger ScanSoft übernommen, nachdem sie ihren Bereich Hardware an Primax electronics Ltd. verkauft hatten. Anschließend änderte Visioneer den Firmennamen zu ScanSoft, Inc. und wurde in den folgenden Jahren zu einem führenden Anbieter digitaler Bildverarbeitungslösungen.
Im Jahr 2001 hat ScanSoft durch den Kauf von Teilen von Lernout & Hauspie den ersten Schritt in den Bereich der Sprachverarbeitung getan. Weitere Zukäufe unter anderem von Philips SpeechProcessing (2002), SpeechWorks (2003) und Rhetorical Systems Ltd (2004) folgten. Die Unternehmenseinheit Sprachverarbeitung war zu dieser Zeit genauso bedeutend wie das ursprüngliche Standbein Bildverarbeitung geworden. Deutlichstes Zeichen der geänderten Prioritäten war der Namenswechsel zu Nuance Communications nach dem Kauf von Nuance 2005. Das Wachstum über Zukäufe wurde fortgesetzt und mit Dictaphone (2006) der professionelle Diktiersektor erschlossen. 2013 wurde bekannt, dass auch Apple für seine Sprachassistentin Siri (Software) Technologie von Nuance zur Spracherkennung einsetzt. 
Anfang 2019 wurde die Sparte Nuance Document Imaging an das US-amerikanische Unternehmen Kofax verkauft, wodurch die Programme PaperPort (Dokumentenmanagement), Power PDF, OmniPage (Texterkennung), eCopy (Dokumentenerfassung und -verarbeitung), Equitrac (Druckmanagement) und SafeCom (ebenfalls Druckmanagement) ins Portfolio von Kofax wechselten. Am 12. April 2021 kaufte Microsoft Nuance für 19,7 Milliarden Dollar auf.

## Produkte
Das Unternehmen erstellt und vertreibt Software im Bereichen Sprachverarbeitung. Die Sprachverarbeitung untergliedert sich in hardwarenahe und PC-basierte, in Spracherkennungs-, Sprachsynthese- und Sprecherverifikations-Lösungen.
Die Dragon-Produktlinie (früher Dragon NaturallySpeaking) für Windows-PCs zur Umwandlung am Computer von gesprochenem in geschriebenen Text gibt es in mehreren Varianten, unter anderem auch mit spezialisiertem Wortschatz für Mediziner oder Juristen. Eine Variante für iOS und Android ist Dragon Anywhere.
Des Weiteren wird noch für Unternehmen das digitale Assistenzsystem Nina angeboten, sowie Text on 9 keys (T9, 2007 durch Übernahme der Tegic Communications Inc.) zur Texteingabe auf Mobiltelefonen. Das ebenfalls dafür entwickelte Swype wurde 2018 aufgegeben, nachdem es 2011 durch Übernahme von Swype Inc. zu Nuance kam.

## Torsten Brand Preis
Seit 2011 stiftet Nuance den Torsten Brand Preis für Projekte und technische Lösungen, die Blinden und Sehbehinderten das Leben erleichtern.

## Konkurrierende Mitbewerber
- IBM WebSphere Voice Server
- Microsoft Speech Server
- MModal von Solventum[9]